# إسماعيلي سفلي (إيوان)
إسماعيلي سفلي (بالفارسية: اسماعیلی سفلی) هي قرية تقع في قسم نبوت الريفي (مقاطعة إيوان) في إيران. يقدر عدد سكانها بـ 17 نسمة بحسب إحصاء 2016.